# 2636 Lassell
A 2636 Lassell (ideiglenes jelöléssel 1982 DZ) a Naprendszer kisbolygóövében található aszteroida. Edward L. G. Bowell fedezte fel 1982. február 20-án.